# Klub Piłki Siatkowej Skra Bełchatów 2021-2022
Questa voce raccoglie le informazioni riguardanti il Klub Piłki Siatkowej Skra Bełchatów nelle competizioni ufficiali della stagione 2021-2022.

## Organigramma societario
Area direttiva
- Presidente: Radosław Marzec
- Vicepresidente: Tomasz Koprowski
- Team manager: Weronika Kubiak

Area tecnica
- Allenatore: Slobodan Kovač
- Allenatore in seconda: Radosław Kolanek
- Assistente allenatore: Slobodan Prakljačić
- Scout man: Robert Kaźmierczak

Area marketing
- Responsabile marketing: Tomasz Koprowski

## Rosa
| N° | Nome                    | Ruolo | Data di nascita   | Nazionalità sportiva |
| -- | ----------------------- | ----- | ----------------- | -------------------- |
| 5  | Mikołaj Sawicki         | S     | 23 novembre 1999  | Polonia              |
| 6  | Karol Kłos              | C     | 8 agosto 1989     | Polonia              |
| 7  | Damian Schulz           | O     | 26 febbraio 1990  | Polonia              |
| 8  | Dick Kooy               | S     | 3 dicembre 1987   | Paesi Bassi          |
| 9  | Robert Täht             | S     | 15 agosto 1993    | Estonia              |
| 11 | Milad Ebadipour         | S     | 17 ottobre 1993   | Iran                 |
| 14 | Aleksandar Atanasijević | O     | 4 settembre 1991  | Serbia               |
| 15 | Grzegorz Łomacz         | P     | 1º ottobre 1987   | Polonia              |
| 16 | Kacper Piechocki        | L     | 7 dicembre 1995   | Polonia              |
| 17 | Sebastian Adamczyk      | C     | 28 febbraio 1999  | Polonia              |
| 18 | Robert Milczarek        | L     | 28 novembre 1983  | Polonia              |
| 20 | Mateusz Bieniek         | C     | 5 aprile 1994     | Polonia              |
| 26 | Mihajlo Mitić           | P     | 17 settembre 1990 | Serbia               |
| 28 | Szymon Ostrowski        | P     | 8 maggio 2003     | Polonia              |